# 初めての説教
『初めての説教』（はじめてのせっきょう、英: My First Sermon）は、イギリスの画家ジョン・エヴァレット・ミレーが1863年に描いた絵画である。『私の初めての説教』とも表記される。
本項では、次作であり対作品である『二度目の説教』についても述べる。

## 作品
『初めての説教』は、ミレーの長女、エフィー (Effie) をモデルとして描かれた肖像画であり、エフィーは当時5歳であった。縦 92.7 センチメートル、横  72.4 センチメートルの大きさをもつ。ロンドンのギルドホール・アート・ギャラリーに所蔵されている。
ミレーが自身の子どもをモデルとして描いた初めての作品であり、ミレーが初めて描いたファンシー・ピクチャーである。法政大学教授の荒川裕子は、この作品について、「ジェイムズ・サント (en:James Sant) が1860年に発表した『赤ずきん』に影響を受けて描かれたと思われる」との旨を述べている。
この作品は、ロイヤル・アカデミー・オブ・アーツに展示され、高い評価を得ており、ミレーは、間隔を置かずに『二度目の説教』の製作に取りかかっている。
ロンドンの近郊に建つ歴史のある教会、オールセインツ教会 (en:All Saints Church, Kingston upon Thames) の中で、まだ年若い少女が緊張して堅くなった様子で、背もたれの高い信徒席に腰かけて、説教を聞いている様子が描かれている。少女は、目を大きく見開いている。帽子を頭に載せており、赤色のケープを身につけ、マフを用いている。傍らには聖書の他に、手袋が置かれている。
1865年、ヘンリー・グレイヴズは、この作品を『二度目の説教』とともに版画化している。ロイヤル・アカデミーの宴会においてカンタベリー大主教は、『初めての説教』および『二度目の説教』について、子どもの敬虔さの模範例である、と評価している。

## 対作品
『二度目の説教』（にどめのせっきょう、英: My Second Sermon）は、ミレーが1863年から1864年にかけてに描いた絵画である。『私の二度目の説教』とも表記される。縦 97 センチメートル、横 72 センチメートルの大きさをもつ。ロンドンのギルドホール・アート・ギャラリーに所蔵されている。
『初めての説教』と対をなしている作品であり、同じ場面が別の角度から描かれている。少女が、説教に耳を傾けることに対して関心を失い、眠りに落ちてしまっている様子が描かれている。前作で被っていた帽子は、座面に置かれている。
この作品も、発表された後に好評を得ており、ミレーは、この作品と前作が人気を博したことによって、ロイヤル・アカデミーの終身会員としての権利を獲得している。教会における説教は、短く要点を絞って行う必要がある、ということをそれとなく示唆した作品であるとの見方がある。